# Интер (мини-футбольный клуб)
Мини-футбольный клуб «Интер» (исп. Club Inter Fútbol Sala), более известный как «Мовистар Интер» (исп. Movistar Inter) — испанский мини-футбольный клуб из города Торрехон-де-Ардос, находящегося в автономном сообществе Мадрид. Первый и пока единственный пятикратный победитель Лиги чемпионов УЕФА. Самый титулованный клуб Испании (14 чемпионств).
За свою историю клуб десять раз подвергался переименованию. По этой причине некоторые предыдущие названия клуба, вроде Бумеранг Интервью (исп. Boomerang Interviú), по прежнему широко распространены.

## Названия клуба
- 1977—1979: Ора XXV
- 1979—1981: Интервью Ора XXV
- 1981—1991: Интервью Ллойдс
- 1991—1996: Интервью Бумеранг
- 1996—1999: Бумеранг Интервью
- 1999—2000: Эйртель Бумеранг
- 2000—2002: Антенна 3 Бумеранг
- 2002—2007: Бумеранг Интервью
- 2007—2008: Интервью Фадеса
- 2008—2015: Интер Мовистар
- 2015—н. в.: Мовистар Интер

## История
«Интер Мовистар» основан в 1977 году. Первоначально команда называлась «Ора XXV», а в 1979 году сменила название на «Интервью Ора XXV», что положило начало многочисленным переименованиям. Дольше всего — 10 лет — команда носила название «Интервью Ллойдс», под которым ей удалось выиграть восемь чемпионских титулов подряд в период с 1983 по 1991 год. Затем позиции клуба несколько ослабли, и до начала следующего века он только в 1996 году становился чемпионом.
В сезоне 2001/02 команда вновь стала сильнейшей в Испании. Этот успех позволил дебютировать ей в Кубке УЕФА по мини-футболу. Дебют, впрочем, вышел неудачным: за использование игрока, не имевшего права выходить на площадку, «Бумеранг Интервью» получил техническое поражение в полуфинале. Но уже в следующем году игроки клуба стали обладателями Кубка, обыграв в финале португальскую «Бенфику». Через два года «Бумеранг» вновь стал сильнейшим в Европе, победив в финальных матчах «Динамо». А победа над другим российским клубом, «ВИЗ-Синарой», в сезоне 2008/09 сделала «Интер Мовистар» трёхкратным обладателем трофея. После победы в национальном кубке и суперкубке лишь проигрыш мурсийскому «Эль-Посо» в финале чемпионата Испании не позволил мадридцам выиграть в том сезоне все возможные трофеи. В сезоне 2016/17 в Кубке УЕФА по мини-футболу в «Финале четырёх» «Интер» в полуфинале победил хозяев турнира алма-атинский «Кайрат» 3:2, а затем в финале разгромил «Спортинг» 7:0, став четырёхкратным победителем турнира.

## Достижения клуба

Игроки празднуют победу в Кубке УЕФА 2008-09

- Чемпион Испании (14): 1989/90, 1990/91, 1995/96, 2001/02, 2002/03, 2003/04, 2004/05, 2007/08, 2013/14, 2014/15, 2015/16, 2016/17, 2017/18, 2019/20 (рекорд турнира)
- Чемпион Лиги Федерации футзала Испании (9): 1979/80, 1980/81, 1981/82, 1983/84, 1984/85, 1985/86, 1986/87, 1987/88, 1988/89 (рекорд турнира)
- Обладатель Кубка Испании (11): 1990, 1996, 2001, 2004, 2005, 2007, 2009, 2014, 2016, 2017, 2021 (рекорд турнира)
- Обладатель Суперкубка Испании (14): 1990, 1991, 1996, 2001, 2002, 2003, 2005, 2007, 2008, 2011, 2015, 2017, 2018, 2020 (рекорд турнира)
- Королевский кубок Испании (2): 2015, 2021
- Лига чемпионов УЕФА (5): 2003/04, 2005/06, 2008/09, 2016/17, 2017/18 (рекорд турнира)
- Победитель Турнира европейских чемпионов (1): 1991
- Победитель Кубка обладателей кубков (1): 2007/08
- Обладатель Межконтинентального кубка (5): 2005, 2006, 2007, 2008, 2011 (рекорд турнира)

## Известные игроки
| - Альваро - Андреу - Винисиус Бакаро - Эдгар Бертони - Борха - Винисиус - Габриэл - Даниэль - Лин - Хавьер Лоренте - Маркиньо |  | - Нето - Ороль - Рафа - Сисо - Торрас - Хоан - Хесус - Хуанра - Хулио - Шоко - Рикардинью |